# Antonio Lucibello
Antonio Lucibello (ur. 25 lutego 1942 w Spezzano Albanese we Włoszech) – duchowny katolicki, arcybiskup, nuncjusz apostolski.

## Życiorys
23 lipca 1967 otrzymał święcenia kapłańskie i został inkardynowany do archidiecezji Cosenza-Bisignano. W 1971 rozpoczął przygotowanie do służby dyplomatycznej na Papieskiej Akademii Kościelnej. 
8 września 1995 został mianowany przez Jana Pawła II nuncjuszem apostolskim w Gambii, Gwinei i Liberii oraz arcybiskupem tytularnym Thurio. Sakry biskupiej 4 listopada 1995 udzielił mu kardynał Angelo Sodano. Ponadto od 1996 reprezentował również Stolicę Świętą w Sierra Leone.
W 1999 został przeniesiony do nuncjatury w Paragwaju. 
27 sierpnia 2005 został nuncjuszem w Turcji, będąc akredytowanym równocześnie w Turkmenistanie.
W marcu 2016 przeszedł na emeryturę.